# Edward C. Eicher

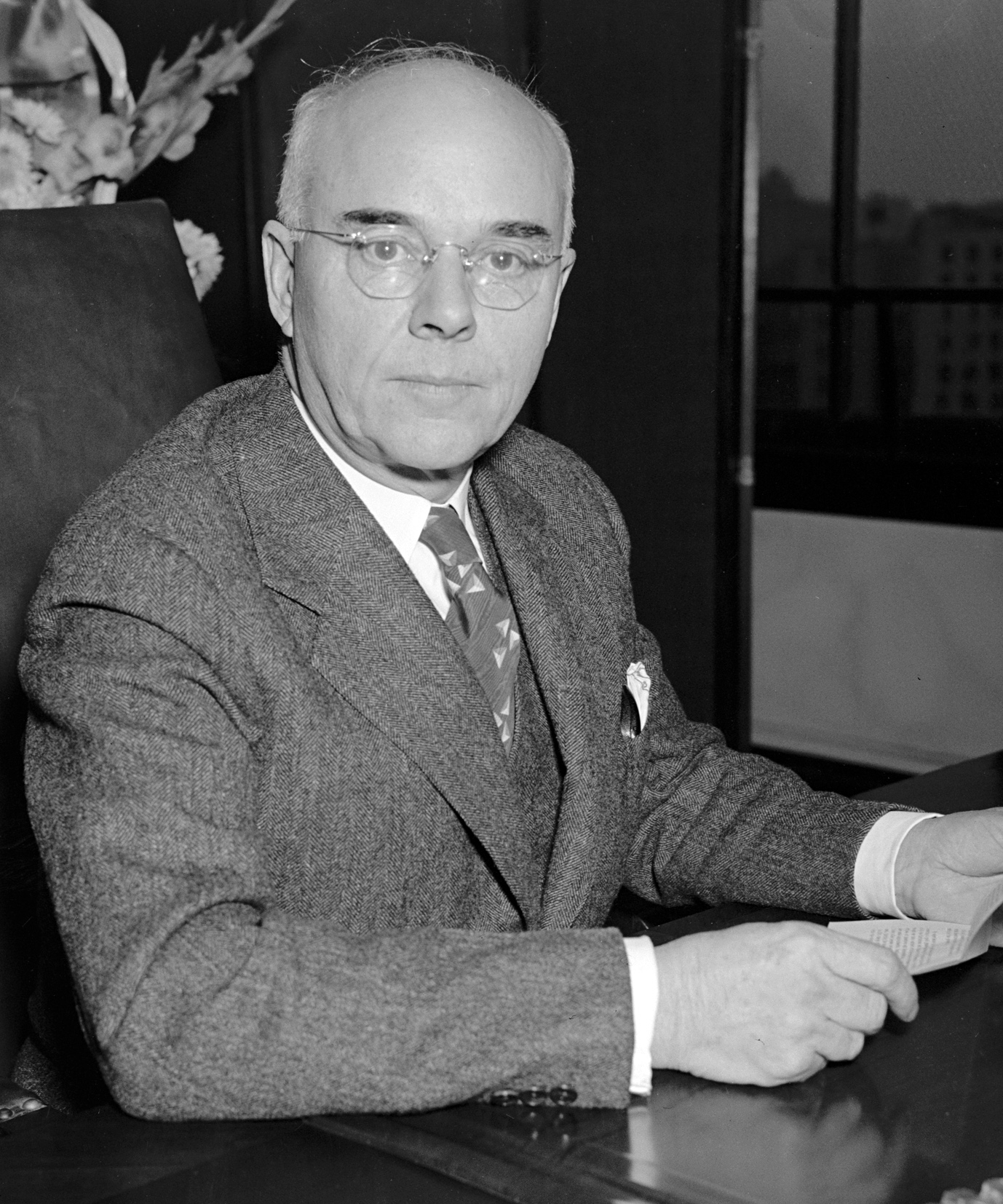
Edward C. Eicher (1938)

Edward Clayton Eicher (* 16. Dezember 1878 bei Noble, Washington County, Iowa; † 29. November 1944 in Alexandria, Virginia) war ein US-amerikanischer Politiker. Zwischen 1933 und 1938 vertrat er den Bundesstaat Iowa im US-Repräsentantenhaus.

## Werdegang
Edward Eicher besuchte die öffentlichen Schulen seiner Heimat einschließlich der Washington Academy. Danach absolvierte er die Morgan Park Academy in Illinois und dann im Jahr 1904 die University of Chicago. Nach einem anschließenden Jurastudium und seiner im Jahr 1906  erfolgten Zulassung als Rechtsanwalt begann er in Washington (Iowa) in seinem neuen Beruf zu praktizieren. Zwischen 1907 und 1909 war er als Assistant Registrar in der Verwaltung der University of Chicago angestellt. Im Jahr 1909 zog er nach Burlington, wo er bis 1918 als Anwalt für eine Eisenbahngesellschaft tätig war. 1918 kehrte er nach Washington zurück und arbeitete dort wieder als privater Rechtsanwalt.
Politisch war Eicher Mitglied der Demokratischen Partei. Im Jahr 1932 war er Delegierter zur Democratic National Convention in Chicago, auf der Franklin D. Roosevelt erstmals als Präsidentschaftskandidat nominiert wurde. Bei den Kongresswahlen desselben Jahres wurde er im ersten Wahlbezirk von Iowa in das US-Repräsentantenhaus in Washington, D.C. gewählt. Dort trat er am 4. März 1933 die Nachfolge von William F. Kopp an. Nachdem er bei den folgenden zwei Wahlen jeweils bestätigt wurde, konnte er bis zu seinem Rücktritt am 2. Dezember 1938 im Kongress verbleiben. In dieser Zeit wurden dort die meisten New-Deal-Gesetze der Bundesregierung beraten und verabschiedet.
Eichers Rücktritt erfolgte nach seiner Berufung in die Börsenaufsichtsbehörde (Securities and Exchange Commission) durch Präsident Roosevelt. Bis 1942 blieb er Mitglied dieser Kommission, deren Vorsitzender er zum Zeitpunkt seines Ausscheidens war. Im Februar 1942 wurde Edward Eicher zum Obersten Bundesrichter für den District of Columbia ernannt. Dieses Amt bekleidete er bis zu seinem Tod im Jahr 1944.